# 托雷莫查德希洛卡
托雷莫查德希洛卡，是西班牙阿拉贡自治区特鲁埃尔省的一个市镇。总面积34平方公里，总人口159人（2001年），人口密度5人/平方公里。